# Hyphalosauridae
De Hyphalosauridae zijn een familie die tot de orde der Choristodera gerekend moet worden. De familie telt tot nu toe twee geslachten Hyphalosaurus en Shokawa.

## Beschrijving
Beide geslachten leefden in het Vroeg-Krijt van Azië. Het waren dieren met het uiterlijk van een hagedis met een lange nek en een amfibische levenswijze. Ze werden 50 tot 180 centimeter lang en waren mogelijk insectivoren (insecteneters), piscivoren (viseters) en/of carnivoren (vleeseters). Ze leken enigszins op de leden van de familie der Nothosauridae, maar waren niet verwant. Vroeger werd ook Sinohydrosaurus als een apart geslacht binnen deze familie gezien, maar nu blijkt het een jonger synoniem van Hyphalosaurus te zijn. De Hyphalosauridae was de zustergroep van de Monjurosuchidae. De leden van beide families zagen er bijna hetzelfde uit. Ongeveer het enige verschil was dat de hyphalosauriërs een lange nek hadden en de monjurosuchiërs een korte nek.